# Партизанская искра (фильм)
«Партизанская искра» — советский художественный фильм, снятый в 1957 году режиссёрами Алексеем Маслюковым и Мечиславой Маевской по одноимённой повести Сергея Полякова. 

## Сюжет
Фильм посвящён подвигам украинских партизан в годы Великой Отечественной войны в селе Крымка Николаевской области на берегу Южного Буга.

## В ролях
- Владимир Лущик — Парфён Гречаный
- Павел Усовниченко — Моргуненко
- Т. Матусевич — Даша Дьяченко
- Лев Борисов — Шура Кучер
- Иван Халаим — Андрей Бурятинский
- Наталия Наум — Поля Попик
- С. Несин — Ваня Герасименко
- Анатолий Юрченко — Митя Попик
- Лариса Хоролец — сестра Попика, юная партизанка
- Михаил Покотило — отец Парфёна
- Анатолий Кубацкий — пан Каль, староста
- Тамара Тимошко — сестра Гречаного
- Асанбек Умуралиев — Азизов, военнопленный
- Александр Толстых — румынский солдат (нет в титрах)
- Любовь Комарецкая — мать Кучера
- Григорий Козаченко — отец Кучера
- Фёдор Ищенко — эпизод

## Съёмочная группа
- Сценарист: Олесь Гончар
- Режиссёры: А. Маслюков, М. Маевская
- Композитор: А. Свечников
- Директор картины: Михаил Ротлейдер

Производство: Киевская киностудия им. А. Довженко, СССР, 1957

## Фестивали и награды
- 1958 — Всесоюзный кинофестиваль (Москва) — Поощрительный диплом